# Matsuji Ijūin
Matsuji Ijūin (伊集院松治?, Ijūin Matsuji; Tokyo, 21 aprile 1893 – Mare a ovest di Kuching, 24 maggio 1944) è stato un ammiraglio giapponese, attivo durante la seconda guerra mondiale.
Si arruolò nella Marina imperiale giapponese nel 1915, si specializzò nell'utilizzo del siluro ed ebbe una formazione anche sui sommergibili; ereditato il titolo di barone nel 1921, servì per diversi anni su naviglio silurante prima di essere assegnato all'Accademia navale di Etajima nel ruolo di istruttore (1927-1929). A cavallo tra i due decenni comandò due cacciatorpediniere di seconda qualità e, tra 1932 e 1933, fu aiutante di campo di un principe della casata imperiale, prima di comandare in successione due cacciatorpediniere e fungere da vice sull'incrociatore leggero Abukuma. Proseguì poi la carriera nel 4º Distretto navale (Maizuru) e divenne capitano di vascello alla fine del 1938. Nell'estate 1941 divenne comandante dell'incrociatore pesante Atago che era anche nave ammiraglia della 2ª Flotta: partecipò così a quasi tutte le importanti operazioni contro gli Alleati occidentali dal dicembre 1941 al dicembre 1942; in particolare, combatté nella battaglia navale di Guadalcanal (12-15 novembre). Passò poi alla guida della nave da battaglia Kongo, con la quale operò nelle retrovie, e nel luglio 1943 divenne comandante della 3ª Squadriglia (pur ricevendo il grado di contrammiraglio solo a novembre): con questo reparto rivestì una parte importante nella campagna delle isole Salomone, capitanando le forze giapponesi alle battaglie di Horaniu e di Vella Lavella. In subordine al contrammiraglio Sentarō Ōmori fu in prima linea anche nella battaglia della baia dell'imperatrice Augusta, sopravvivendo fortunosamente all'affondamento della sua ammiraglia. Dopo un periodo di riposo fino al marzo 1944, prese il comando della 1ª Squadriglia di scorta. In mare per proteggere un convoglio in rotta per Singapore, perì a bordo dell'ammiraglia colpita dai siluri di un sommergibile.
Le fonti lo descrivono come una persona cordiale e socievole, ottimista; era più alto del giapponese medio, allampanato e con grandi occhi espressivi.

## Biografia

### Inizio della carriera
Matsuji Ijūin nacque il 21 aprile 1893 a Tokyo. Suo padre era Ijūin Gorō, ufficiale della Marina imperiale giapponese; investito di numerose responsabilità, nel 1907 fu creato barone (danshaku) nel sistema nobiliare kazoku allora in vigore nell'Impero giapponese, con la possibilità di trasmettere il titolo agli eredi. Arrivò a diventare comandante in capo della Flotta Combinata e a ottenere i gradi di ammiraglio della flotta. Matsuji fu influenzato dal lavoro del padre e in giovane età s'iscrisse all'Accademia navale di Etajima: studiò nella 43ª classe e si diplomò il 16 dicembre 1915, ma soltanto novantaduesimo su novantacinque allievi. In ogni caso ottenne il brevetto di aspirante guardiamarina e fu imbarcato sull'incrociatore corazzato Iwate, a bordo del quale completò la crociera d'addestramento all'estero. Al rientro in Giappone fu trasferito alla nave da battaglia Kurama (22 agosto 1916) per proseguire la formazione basilare, ma il 1º dicembre fu riassegnato all'incrociatore corazzato Adzuma, ricevendo al contempo la qualifica di guardiamarina. Fu infine imbarcato sul pari tipo Tokiwa il 10 ottobre 1917, sul quale concluse l'addestramento. Provvisoriamente inviato al 1º Distretto navale con quartier generale a Yokosuka dal 9 novembre, il 1º dicembre 1918 iniziò a frequentare il Corso base alla Scuola siluristi con il grado appena guadagnato di sottotenente di vascello; il 23 maggio 1919 intraprese quindi il Corso base alla Scuola d'artiglieria navale, alla cui conclusione (1º dicembre) fu destinato all'equipaggio della nave da battaglia Katori.

### Gli anni venti e trenta
Il 1º dicembre 1920 Ijūin passò al cacciatorpediniere di terza classe Ariake (vale a dire una piccola torpediniera per gli standard occidentali coevi). Il 31 gennaio 1921 suo padre spirò e, pertanto, assunse il titolo e i privilegi di barone. Maturò un forte interesse per il naviglio silurante e ottenne di essere avviato al Corso avanzato della Scuola siluristi dal 1º dicembre: quel giorno stesso fu anche portato al grado di tenente di vascello. Un anno esatto più tardi, completata la preparazione, fu assegnato alla 2ª Divisione cacciatorpediniere per fare esperienza nei successivi due anni, ma senza incarichi particolari. Il 1º dicembre 1924 tornò a terra per intraprendere il Corso B alla Scuola sommergibilisti e il 1º aprile 1925 salì a bordo del sommergibile Ro-51; vi rimase otto mesi, dopo i quali fu trasferito all'incrociatore Yakumo. Avendo maturato diverse conoscenze di vari tipi di nave e approfondito le competenze nell'utilizzo di naviglio silurante, il 20 gennaio 1927 Ijūin fu ridestinato all'Accademia navale come istruttore e con un parallelo incarico da docente militare. Dopo la promozione a capitano di corvetta (10 dicembre 1928) continuò a lavorare all'istituto per diversi mesi. Il 5 settembre 1929 ebbe il suo primo comando, il cacciatorpediniere di seconda classe Hasu al quale affiancò, dal 1º al 30 novembre, anche il comando provvisorio del gemello Yomogi: si trattava di unità adatte ad acque costiere o chiuse.
Il 1º dicembre 1931 a Ijūin fu affidato un cacciatorpediniere di squadra sebbene obsolescente, il Sawakaze, che guidò per un anno. Al dicembre 1932 fu richiamato a terra per un particolare servizio: fu nominato aiutante di campo del principe Hiroyasu Fushimi. Durante questo incarico non cessò comunque l'attività più strettamente militare, pur in forma ridotta; fu, infatti, dapprima assegnato all'8ª Divisione cacciatorpediniere fino al 10 ottobre 1933 e, poi, al personale del prestigioso Collegio navale a Tokyo, peraltro senza particolari compiti. Ijūin concluse il mandato da aiutante il 1º novembre dello stesso anno e assunse il comando del cacciatorpediniere di squadra Yuzuki; il 1º novembre 1934 passò alla testa del moderno cacciatorpediniere Ikazuchi e, due settimane più tardi, fu promosso capitano di fregata. Il 21 novembre 1935 prese posto, invece, sul vetusto incrociatore leggero Abukuma in qualità di vicecomandante, partecipando a operazioni di routine. Il 2 novembre 1936 lasciò la nave per presentarsi al 4º Distretto navale (Maizuru) ed entrare nello stato maggiore: rimase oltre due anni in questa posizione e, nel frattempo, ricevette la nomina a capitano di vascello (15 novembre 1938). Il 15 dicembre divenne comandante della 23ª Divisione cacciatorpediniere, composta da esemplari della classe Mutsuki che, ormai, era considerata di seconda qualità. Il 15 novembre dell'anno successivo, al contrario, acquisì il comando dell'8ª Divisione cacciatorpediniere formata da quattro unità della moderna classe Asashio: è presumibile che, con entrambi questi reparti, abbia svolto missioni sul fronte cinese.

### La seconda guerra mondiale

#### 1940-1942

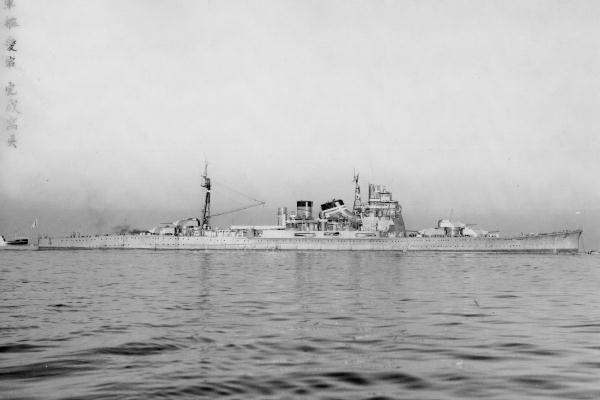
Con l'incrociatore pesante Atago, Ijūin combatté nella prima fase della guerra in Asia

Il 15 ottobre 1940 Ijūin cedette il posto alla testa della divisione e assunse il comando del vecchio incrociatore leggero Naka, con il quale ebbe un normale servizio senza particolari eventi. L'11 agosto 1941 fu spostato a un'unità decisamente più all'avanguardia, l'incrociatore pesante Atago; tradizionalmente questa nave serviva come ammiraglia della potente 2ª Flotta e, pertanto, ne imbarcava il comandante in capo, viceammiraglio Nobutake Kondō. Assieme alla 3ª Flotta fu incaricata, a fine estate, di proteggere le molteplici operazioni anfibie previste dai piani di espansione degli alti comandi, volti ad assicurare all'Impero giapponese le Indie orientali olandesi e le vicine colonie occidentali. Operando assieme al resto della 4ª Divisione incrociatori, cui lo Atago apparteneva, Ijūin coprì a distanza gli sbarchi nella Malesia britannica avvenuti la mattina dell'8 dicembre 1941; il giorno successivo si preparò a combattere contro la Force Z che, tuttavia, fu annientata il 10 dall'11ª Flotta aerea. Vigilò quindi sugli sbarchi a Miri e Kuching nel protettorato del Borneo del Nord, avvenuti il 16 e il 22 dicembre e contrastati solo da attacchi aerei e alcuni sommergibili, poi alle operazioni anfibie sul versante orientale della Malesia nel gennaio 1942, dove l'avanzata nipponica era fulminea. Ijūin e lo Atago rimasero al largo dell'isola di Sumatra tra il 12 e il 15 febbraio, per proteggere il grande attacco dal mare e dal cielo; questa volta la flotta dell'ABDACOM intervenne in forze ma, di nuovo, l'opposizione aerea nipponica impedì una battaglia navale (pur senza affondare alcuna unità degli Alleati). Nel frattempo la 3ª Flotta aveva balzato di conquista in conquista nella porzione orientale dell'Indonesia ed era stata raggiunta anche dalla 1ª Flotta aerea del viceammiraglio Chūichi Nagumo, reduce dall'attacco di Pearl Harbor e che fu posizionata tra Giava e l'Australia. In questa zona si spostarono anche la 4ª Divisione incrociatori e due cacciatorpediniere, per dare la caccia alle navi alleate in fuga; dalla plancia dello Atago Ijūin diresse il combattimento contro l'isolato USS Pillsbury, aiutato dal Takao. Il 4 marzo la formazione distrusse un convoglio e, poi, Ijūin indusse alla resa una motonave olandese che fu incorporata nella Marina imperiale. Alcuni giorni dopo la campagna delle Indie orientali olandesi si concluse con una vittoria giapponese; Ijūin compì una serie di soste nelle zone occupate prima di procedere per Yokosuka, poiché lo Atago necessitava di manutenzione. Il 18 aprile, però, ebbe ordine di salpare immediatamente per agganciare una Task force statunitense che aveva eseguito un attacco aereo sulla capitale: nonostante il dispiegamento di forze, l'inseguimento fu vano. Dopo che lo Atago fu rimesso in piena efficienza, Ijūin fu messo al corrente del complesso piano per annientare la United States Pacific Fleet presso l'atollo di Midway; spostatosi a Hashirajima alla testa del naviglio pesante della 2ª Flotta, partì il 29 maggio. Suo compito sarebbe stato quello di appoggiare con gli altri incrociatori il previsto sbarco (7 giugno); in realtà la battaglia si svolse tra il 4 e il 6 molto lontano dallo Atago e si concluse con la disfatta nipponica. Ijūin, partecipe del generale sentimento d'incredulità, ripiegò con le altre navi in Giappone e andò incontro a una ridotta attività per due mesi.
L'11 agosto la 2ª Flotta si trasferì in massa all'atollo di Truk, in risposta allo sbarco statunitense su Guadalcanal, per poi riunirsi in alto mare alla 3ª Flotta di portaerei e fornire il massimo appoggio a un convoglio che recava rinforzi all'isola attaccata. Nel corso della battaglia delle Salomone Orientali Ijūin fece parte della "Forza avanzata" sotto i diretti ordini del viceammiraglio Kondō e piazzata a sud delle portaerei del viceammiraglio Nagumo; lo scontro si svolse solo tra portaerei e con l'intervento di bombardieri statunitensi basati a terra e la squadra avanzata sostenne solo un attacco dei velivoli imbarcati americani. Perduta la Ryujo, uno dei trasporti e un cacciatorpediniere, i giapponesi ripiegarono senza portare a termine la missione. Per Ijūin iniziò un secondo periodo di scarsa attività, visto che lo Atago e le grandi unità della 2ª Flotta rimasero a Truk o nelle immediate vicinanze, uscendo di tanto per ricognizioni in forze. Solo l'11 ottobre la partenza generale delle forze da battaglia giapponesi sembrò preludere a un'altra battaglia, infine scoppiata nelle vicinanze delle isole Santa Cruz. Ijūin militò di nuovo nella "Forza avanzata" con il resto della 4ª Divisione incrociatori e uno schermo di cacciatorpediniere ma, come ad agosto, non giocò alcun ruolo nel combattimento aeronavale e neppure vide aerei nemici; dopo un'inutile corsa verso sud-est il 26 ottobre, nella zona dove si trovavano le Task force statunitensi, Ijūin ripiegò con la Forza avanzata poiché Kondō aveva lasciato il compito a un'altra parte della 2ª Flotta, che si trovava più vicina agli americani ma che, ogni caso, trovò solo il relitto della USS Hornet. Il riposo fu di breve durata poiché le forze armate imperiali organizzarono una massiccia missione di rifornimento a Guadalcanal e la 2ª Flotta fu chiamata a neutralizzare con un bombardamento notturno l'aeroporto Henderson. Kondō persisté a suddividere la sua potente formazione e schedulò il cannoneggiamento per la notte del 12-13 novembre, affidato al viceammiraglio Hiroaki Abe con due corazzate, un incrociatore leggero e una dozzina di cacciatorpediniere; Abe fu tuttavia intercettato da incrociatori e cacciatorpediniere americani che, a prezzo di grandi sacrifici, lo respinsero. Ijūin era rimasto con lo Atago nei pressi dell'atollo Ontong Java con l'altra metà della flotta: qui tornarono le navi reduci dalla battaglia e Kondō diramò ordini per tentare nuovamente la missione nella notte del 14-15; il bombardamento sarebbe stato eseguito dallo Atago, dal Takao e dalla Kirishima e la squadra partì prima dell'alba del 14: nel pomeriggio Ijūin schivò con abili manovre i siluri di due sommergibili americani, che avvisarono dell'arrivo dei giapponesi. Si svolse pertanto una seconda battaglia notturna contro le navi da battaglia USS Washington, USS South Dakota e quattro cacciatorpediniere a sud e a occidente dell'isola di Savo. Sulla plancia dello Atago, in testa alla formazione, Ijūin e Kondō, tratti in inganno dalle ricognizioni, credettero di avere a che fare con due incrociatori e arrivati all'altezza di Savo decisero di serrare le distanze per eliminarli, prima di procedere con il bombardamento. Non appena le vedette localizzarono le sagome di due corazzate Ijūin fece accendere il proiettore e rivelò la South Dakota, che a sua volta individuò le unità pesanti giapponesi: si scatenò subito un furioso scambio di cannonate poi, d'improvviso, Kondō ordinò di cessare il fuoco e procedere con un lancio di siluri. Ijūin ne fece rilasciare diciannove, ma lo sciame fu inefficace; al contempo la Washington aveva riaperto il fuoco e centrato ripetutamente la Kirishima, infliggendo gravi danni. A questo punto la formazione giapponese era sparpagliata e, con la Kirishima fuori uso, Kondō annullò la missione, conscio anche del fatto che avrebbe dovuto tornare indietro sotto gli attacchi della Cactus Air Force. Ijūin guidò la provata 2ª Flotta nel ritorno a Truk; lo Atago, che aveva incassato un solo proietto nella cambusa, si attardò nella laguna per diverse settimane.

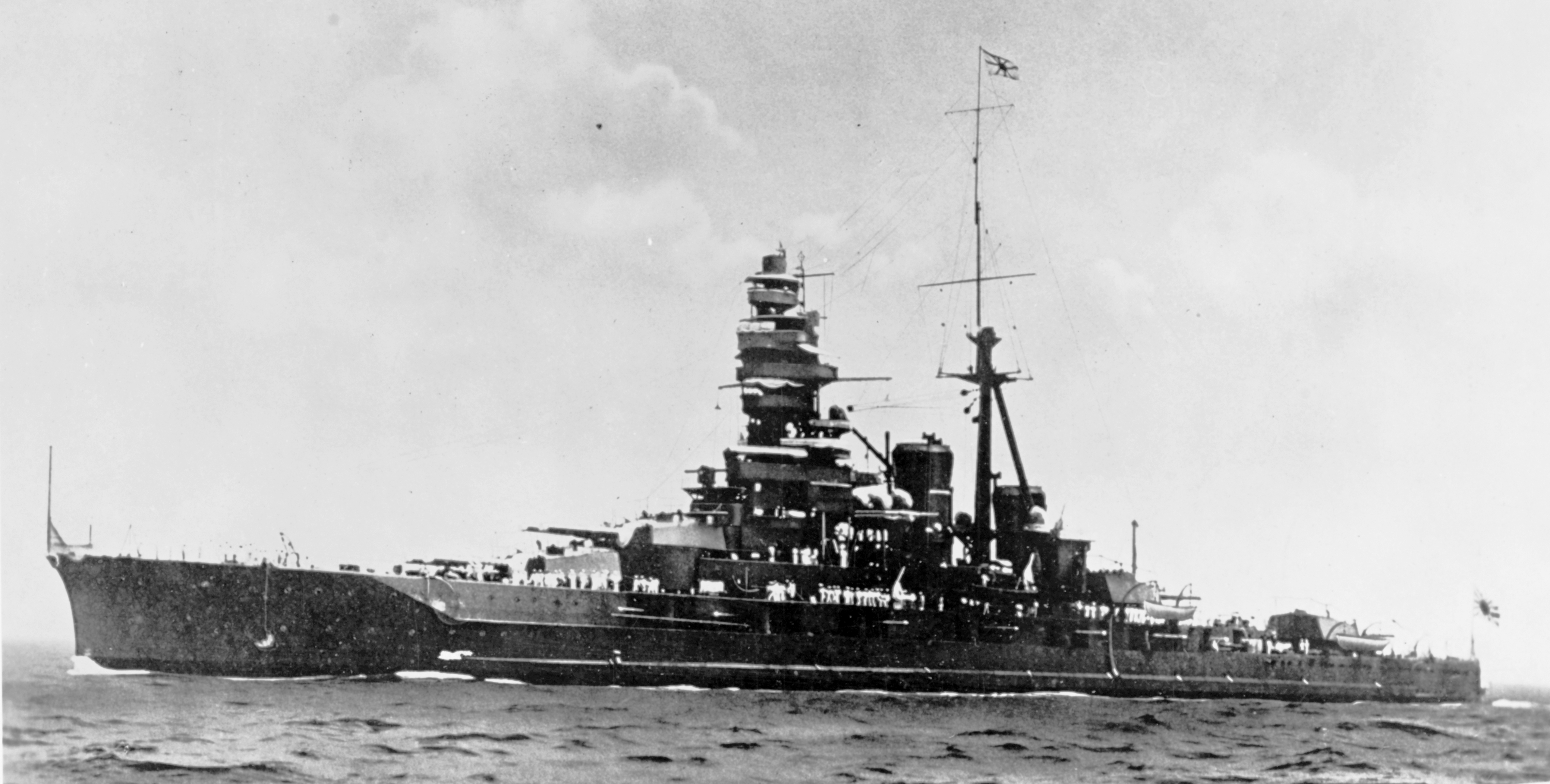
La Kongo: Ijūin ne fu capitano nella prima metà del 1943, ma senza guidarla in combattimento

In questo periodo, il 1º dicembre, Ijūin ricevette notifica che era stato trasferito al 1º Distretto navale (Yokosuka) e rientrò in patria poco dopo per una limitata licenza. Egli era infatti un capace ufficiale di rotta, tenuto in alta considerazione, e la Marina non intendeva privarsene a lungo. Già il 24 dicembre si presentava allo stato maggiore della 3ª Divisione corazzate, 3ª Flotta e due giorni più tardi fu scelto quale nuovo comandante della nave da battaglia veloce Kongo.

#### 1943
Con la Kongo Ijūin partecipò all'operazione Ke tra la fine di gennaio e il 10 febbraio 1943, ma solo nelle manovre atte a depistare gli statunitensi e facilitare lo sgombero di Guadalcanal. Andò quindi in Giappone per una serie di lavori alla nave da battaglia e in aprile tornò a Truk, usando la Kongo per trasportare un folto reparto di Kaigun Tokubetsu Rikusentai. A fine maggio Ijūin si spostò in Giappone nel quadro di una controffensiva nel settore di Attu e Kiska, investite dagli americani: tuttavia Attu cadde prima che la Flotta Combinata salpasse e Ijūin rientrò a Truk con la Kongo e la 3ª Flotta, dove rimase senza particolari compiti. Il 7 luglio fu nominato comandante della 3ª Squadriglia cacciatorpediniere, dipendente dall'8ª Flotta e impegnata duramente sul fronte delle Salomone, per rimpiazzare il contrammiraglio Teruo Akiyama perito in battaglia. Issò le proprie insegne sull'incrociatore leggero Sendai, una vecchia unità che Ijūin decise di non impiegare in prima linea, preferendo i cacciatorpediniere: scelse il Sazanami e si dedicò a pianificare le pericolose missioni di rifornimento o evacuazione delle basi nipponiche, affiancato da aliquote di cacciatorpediniere provenienti dalla flotta da battaglia. La mattina del 2 agosto ebbe un incontro sul Sendai con il comandante dell'11ª Divisione cacciatorpediniere e il comandante dello Amagiri, per farsi descrivere nel dettaglio l'affondamento della motosilurante PT-109; sembra che abbia poi domandato al comandante dell'11ª Divisione come mai non avesse inviato subito un messaggio radio sull'avvenimento, una buona notizia in una guerra che stava evolvendo in sfavore del Giappone. Il 15 il III Amphibious Corps sbarcò a sorpresa 6 000 uomini sulla propaggine orientale di Vella Lavella, scarsamente difesa, e isolò invece la numerosa guarnigione di Kolombangara: il giorno seguente Ijūin tenne una riunione con i comandanti dei suoi cacciatorpediniere per organizzare il trasferimento di 400 soldati a Horaniu, nella zona nord-orientale dell'isola, mediante un convoglio di chiatte motorizzate. Egli stesso aveva perorato con successo l'intensivo utilizzo di queste unità leggere, al duplice scopo di preservare i cacciatorpediniere e impiegarli esclusivamente nel loro ruolo. L'operazione sfociò nella battaglia di Horaniu, combattuta nella notte del 17-18 contro quattro cacciatorpediniere statunitensi; Ijūin seppe condurre le proprie navi (l'ammiraglia Sazanami e lo Hamakaze, lo Isokaze, lo Shigure) in una buona posizione di lancio ma era interessato soprattutto a proteggere il vulnerabile convoglio. Combatté perciò con circospezione e sulla lunga distanza, poiché era convinto di avere a che fare con incrociatori: gli attacchi con i siluri fallirono e poco dopo le 23:00 Ijūin si ritirò. Le chiatte arrivarono senza altri incidenti a Horaniu, dove fu stabilita una base logistica, e Ijūin credette anche di aver affondato una delle unità americane.

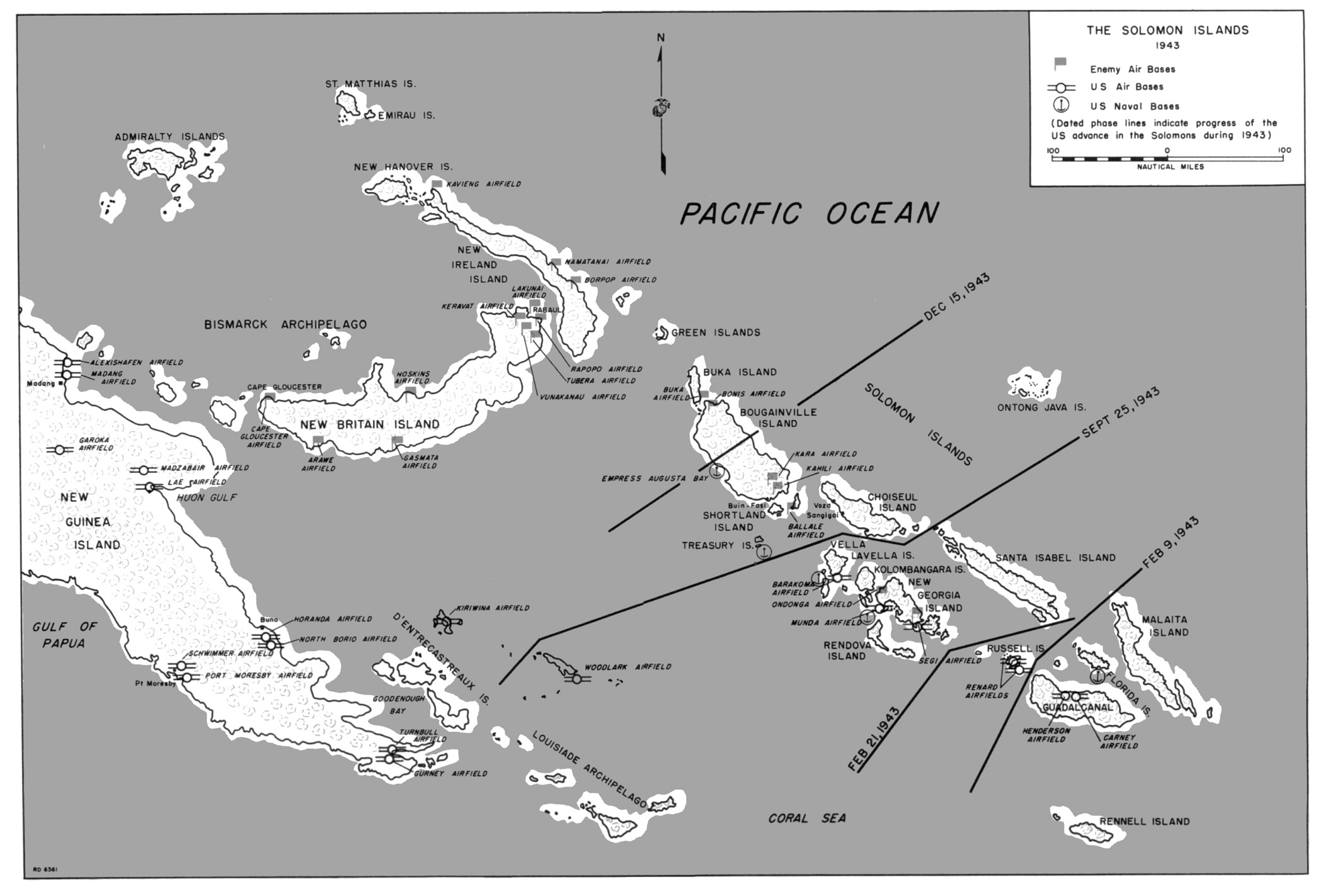
Il teatro bellico delle Salomone, dove Ijūin condusse le operazioni della 3ª Squadriglia

Nei giorni successivi pianificò l'evacuazione di parte della guarnigione a Rekata, sull'isola di Santa Isabel, e la consegna di rifornimenti per gli uomini che vi sarebbero rimasti: Ijūin rimase però a Rabaul e furono solo tre i cacciatorpediniere inviati il 22 agosto a Rekata. La missione fu comunque annullata per la troppo massiccia presenza navale statunitense; fu ritentata con successo tra il 24 e il 26, a dispetto di un attacco aereo che danneggiò lo Hamakaze. A cavallo tra agosto e settembre Ijūin, come da ordini superiori, schierò quasi tutti i suoi cacciatorpediniere per prelevare le restanti truppe a Santa Isabel e guidò lui stesso l'operazione. Al contempo, a inizio settembre, lo Shigure completò una missione di rifornimento a Capo Gloucester. Durante settembre contribuì al recupero dei presidi a Choiseul, Ghizo e Kolombangara, per la quale lo sgombero di massa iniziò il 27 mediante diffuso utilizzo di chiatte motorizzate e altre unità minori; per l'ultimo imbarco del 2-3 ottobre Ijūin inviò l'11ª Divisione, che riuscì nella missione: la delicata operazione riuscì con perdite minime. Intanto la battaglia di Vella Lavella stava volgendo al termine e circa 600 giapponesi si era ritirati presso Horaniu, in attesa di essere prelevati. Per questa missione Ijūin poté schierare nove cacciatorpediniere, dei quali sei di tipo moderno, e organizzò per l'ennesima volta un convoglio di chiatte e naviglio ausiliare per il recupero degli uomini. Egli era sicuro di riuscire a eliminare qualsiasi opposizione statunitense: salpò la mattina del 6 ottobre da Rabaul e si riunì nel pomeriggio con il convoglio, per la cui protezione furono distaccati lo Shigure e il Samidare; ma un ricognitore informò Ijūin che al largo di Vella Lavella si trovavano tre incrociatori (si trattava invece di cacciatorpediniere) e causò notevole indecisione nel barone. Nel corso della battaglia notturna del 6-7 Ijūin combatté per la gran parte del tempo con i soli cacciatorpediniere Akigumo (ammiraglia), Isokaze, Kazagumo, Yugumo, gettandosi in ripetuti cambi di rotta sia per portarsi in buona posizione di lancio, sia per tenere gli americani lontani dal convoglio: ma lo Yugumo, in coda, attaccò di sua iniziativa i cacciatorpediniere nemici e subì gravi danni. Lo scontro fu risolto dai siluri lanciati dallo Yugumo (che sprofondò poco dopo) e dai sopraggiunti Shigure e Samidare; lo USS Selfridge e lo USS Chevalier furono immobilizzati da un ordigno ciascuno e lo USS O'Bannon collise con il Chevalier, interrompendo l'azione. Ijūin preferì ritirarsi verso le 23:20 quando un nuovo, errato dispaccio lo avvisò di incrociatori in arrivo. Il convoglio, che si era allontanato dallo scontro, sgusciò tra le unità statunitensi (delle quali il Chevalier colò a picco), raggiunse Horaniu e prese a bordo la guarnigione, quindi rientrò il 7 a Buin senza essere stato notato. Ijūin ottenne così la vittoria strategica ma ritenne imbarazzante la perdita dello Yugumo che, da solo, rappresentava il 15% delle forze da battaglia dell'8ª Flotta; una volta rientrato a Rabaul con la squadriglia, egli fu descritto da uno dei suoi subordinati come «scosso e vergognoso». Tuttavia i viceammiragli Tomoshige Samejima e Jin'ichi Kusaka, responsabili delle operazioni nelle Salomone, lodarono l'operato di Ijūin nel corso di una cena ufficiale.
La gran parte delle forze salvate dalle Salomone centrali era stata concentrata a Bougainville che, a causa delle sue munite basi aeree, non avrebbe potuto essere evitata dagli Stati Uniti. Ijūin aveva da tempo affermato l'importanza strategica dell'isola: se fosse caduta era sicuro che per Rabaul, già sottoposta a pesanti incursioni dalla Nuova Guinea, sarebbe stata la fine. Per il resto di ottobre egli si occupò dei regolari viaggi per rifornire i presidi giapponesi lungo le coste della Nuova Britannia e nelle isole di Vitu. Il 1º novembre la 3rd Marine Division sbarcò sulla costa occidentale di Bougainville, in una zona scarsamente difesa, e Kusaka ebbe ordine dalla Flotta Combinata di contrattaccare immediatamente con tutte le forze disponibili; egli radunò la 3ª Squadriglia di Ijūin (forte del Sendai e di solo tre cacciatorpediniere), la 10ª Squadriglia e la 5ª Divisione incrociatori del contrammiraglio Sentarō Ōmori, a Rabaul per caso: erano navi che non avevano mai combattuto insieme. Promosso a contrammiraglio proprio quel giorno, Ijūin era preoccupato da tale disomogeneità, ebbe un incontro con Kusaka e lo pregò di rimandare la missione, ma ottenne un secco rifiuto. Ancora una volta combatté in un caotico scontro notturno, la battaglia della baia dell'imperatrice Augusta: disposto sul lato di babordo della formazione giapponese, era in testa ai suoi cacciatorpediniere in linea di fila ma lo schieramento era disordinato, a causa delle manovre che il contrammiraglio Ōmori aveva compiuto poco prima di arrivare, da nord-ovest, in contatto con la squadra avversaria (quattro incrociatori leggeri e otto cacciatorpediniere). Quando lo Shigure annunciò l'avvistamento di una parte delle navi americane, Ijūin dirottò a destra; la manovra del Sendai fu però troppo brusca e, oltre a causare una rovinosa collisione tra il Samidare e lo Shiratsuyu, si espose al fuoco concentrato degli incrociatori nemici, guidato dai radar. Almeno tre salve complete centrarono l'incrociatore nipponico, che in pochi minuti fu avvolto dalle fiamme. Ijūin dette ordine di contrattaccare con i siluri e, subito dopo, chiese aiuto ai suoi cacciatorpediniere, dei quali però solo lo Shigure era in piena efficienza; il suo comandante non ritenne però saggio avvicinarsi al Sendai, ancora inquadrato da diverse salve, e diresse verso sud. L'incrociatore affondò più tardi con quasi tutto l'equipaggio eccettuati una quarantina di naufraghi, tra i quali il contrammiraglio, recuperati dal sommergibile I-104. Il 3 novembre Ijūin poté scendere a Rabaul, accolto dai suoi subordinati. Pur sopravvissuto, era comunque «stanco, indebolito ed esausto» e sembra che la perdita dello Yugumo avesse minato la fiducia in sé stesso come esperto ufficiale di rotta, riconoscimento di cui andava fiero; dichiarò che parte della sconfitta al largo di Bougainville era addebitabile a lui.

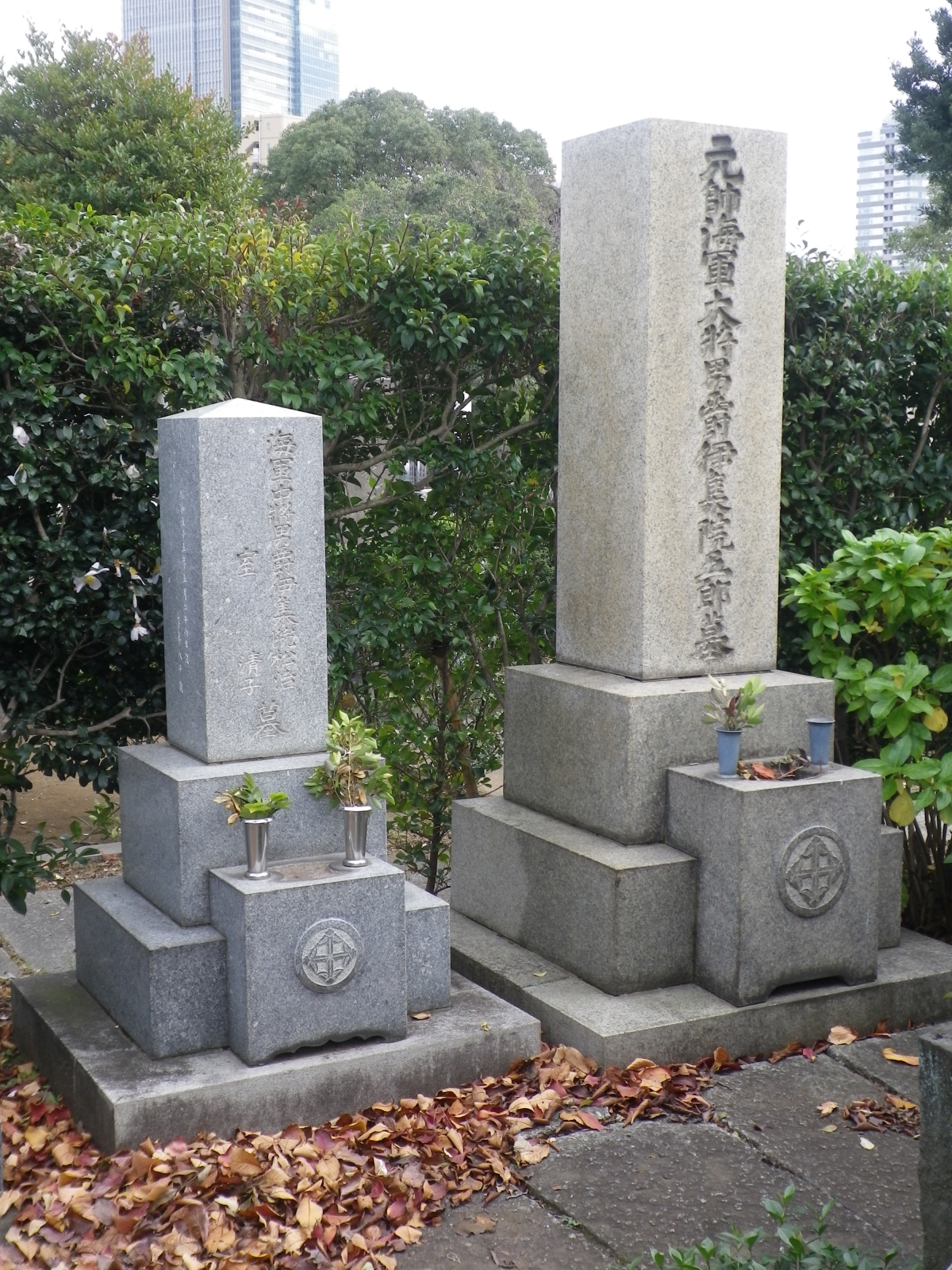
Una stele funebre commemorativa, eretta in ricordo di Ijūin

Il logorato Ijūin completò, nella notte del 6-7 novembre, un viaggio del Tokyo Express all'isola di Buka con la nuova ammiraglia, l'incrociatore leggero Yubari. Sopravvissuto a un'altra incursione aeronavale su Rabaul l'11 novembre, salpò qualche giorno dopo per portare rifornimenti alle isole di Vitu, ma alcuni Consolidated B-24 Liberator danneggiarono lo Yubari e Ijūin affrontò un difficile ritorno a Rabaul per riparazioni sul posto. Intanto i comandi dell'esercito avevano fatto pressioni perché l'8ª Flotta sbarcasse altri rinforzi a Buka; Ijūin, senza ammiraglia e carente di cacciatorpediniere, ne fornì solo tre (usati come trasporti veloci) mentre la scorta fu affidata a due altri provenienti dalla 2ª Flotta. La missione iniziò il 24 novembre ma, durante la notte, i giapponesi caddero in un'imboscata ben orchestrata, la scorta fu eliminata e anche lo Yugiri della 3ª Squadriglia fu distrutto. Il disastro fu tale che Samejima e Ijūin cessarono di usare i cacciatorpediniere nel passivo ruolo di trasporto e, in generale, diminuirono i viaggi verso Bougainville. Il 16 dicembre Ijūin fu informato di essere stato sollevato dal comando della squadriglia e di aver ricevuto un periodo di licenza; rientrò in Giappone e, pur formalmente assegnato allo stato maggiore generale come assistente, rimase a Tokyo a riprendersi.

#### Il 1944 e la morte
Il 7 marzo 1944 tornò a un ruolo più attivo iniziando a lavorare nello stato maggiore della Flotta generale di scorta, nata nel novembre 1943 per coordinare e potenziare la difesa dei convogli nel Pacifico. L'8 aprile Ijūin ebbe il comando di una delle componenti, la 1ª Squadriglia di scorta; estendeva la sua competenza da Moji al Borneo settentrionale, comprese Formosa, le Filippine e Singapore e si occupava anche di una linea di traffico afferente alle isole Palau. Era equipaggiata con un misto di vecchi cacciatorpediniere, kaibokan, dragamine e cacciasommergibili, peraltro in numero inferiore alle necessità. Il 13 maggio Ijūin prese posto sulla plancia della kaibokan Iki e salpò la mattina presto con altre tre kaibokan e alla testa di undici tra trasporti truppe e petroliere, alla volta di Singapore; il 20 fece tappa a Manila dove tre navi del convoglio si fermarono, e riprese la navigazione. Il 24 maggio la formazione, 150 chilometri a ovest di Kuching e a sud-est delle isole Riau, fu attaccata dal sommergibile USS Raton e la Iki fu centrata da siluri, uno proprio sotto la torre di comando: Ijūin rimase ucciso e l'unità colò a picco con quasi tutto l'equipaggio. Il convoglio sfuggì alla caccia del battello e raggiunse intatto Singapore.
Ijūin ricevette la promozione postuma a viceammiraglio.